# La Pyramide de la fin du monde
La Pyramide de la fin du monde (en VO : The Pyramid at the End of the World) est le septième épisode de la dixième saison de la deuxième série télévisée britannique Doctor Who. Il est diffusé le 27 mai 2017 sur BBC One et le 30 septembre 2017 sur France 4. Il constitue avec Extremis et La Terre du mensonge (épisodes 6 et 8) un arc scénaristique en trois parties.

## Distribution
- Peter Capaldi : Le Docteur
- Pearl Mackie : Bill Potts
- Matt Lucas : Nardole
- Daphne Cheung : Xiaolian
- Tony Gardner : Douglas
- Togo Igawa : Secrétaire général
- Rachel Denning : Erica

## Résumé
Une pyramide vieille de 5 000 ans est apparue pendant la nuit sur une zone de guerre. Chaque horloge dans le monde fait le compte-à-rebours de la destruction de la Terre. Trois armées opposées sont sur le point de s'entretuer. Une race extra-terrestre propose à la race humaine de les aider, mais elle deviendrait alors leur esclave. Les humains ont le choix entre être esclaves ou la destruction totale de leur espèce. Le Docteur sera-t-il obligé d'accepter leur aide ?

### Continuité
- Crise mondiale oblige, le Docteur est de nouveau nommé "Président de la Terre", comme dans l'épisode Mort au Paradis.[1]
- Au début de l'épisode, le Docteur médite tout seul, à voix haute dans son TARDIS, comme il le fait dans l'épisode Jamais seul et Avant l'inondation.
- Le pays inventé "Turmezistan" était déjà apparu dans Vérité ou Conséquence, partie 1.